# Оркестрови камбани
Оркестрови камбани (tubular bells, chimes) е музикален перкусионен инструмент от групата на пластинковите инструменти.

## Устройство
Оркестровите камбани представляват комплект от тръби с различна дължина настроени на различни тонове. Те са разположени хроматично от ниски към високи (подобно на клавишите на пианото).
Камбаните са разположени върху поставка, като през средата на дължината си са обхванати от демпфер. Демпферът е снабден с педал, който е разположен ниско долу на нивото на краката на изпълнителя.

## Звукоизвличане
Изпълнителят удря с дървени или метални чукчета по удебеления ръб в горната част на тръбите. За да започне да звучи инструментът, изпълнителят трябва да натисне педала и да освободи демпфера.

## Употреба
Оркестровите камбани се употребяват като заместител в симфоничния оркестър на камбаните от църквите и манастирите.
В началото на века много от съвременните композитори са търсели практическо решение как да заменят истинските камбани с приспособление, което да имитира звука на камбани, тъй като употребата и пренасянето на голям набор от камбани е било трудно за оркестрите особено когато пътуват и имат турнета.
Композитори, които включват камбани в своите произведения, са Пьотр Чайковски, Николай Римски-Корсаков и др.